# Liste des maires de Montluçon
La liste des maires de Montluçon présente la liste des maires de la commune française de Montluçon, sous-préfecture de l'Allier en région Auvergne-Rhône-Alpes.

## L'Hôtel de ville

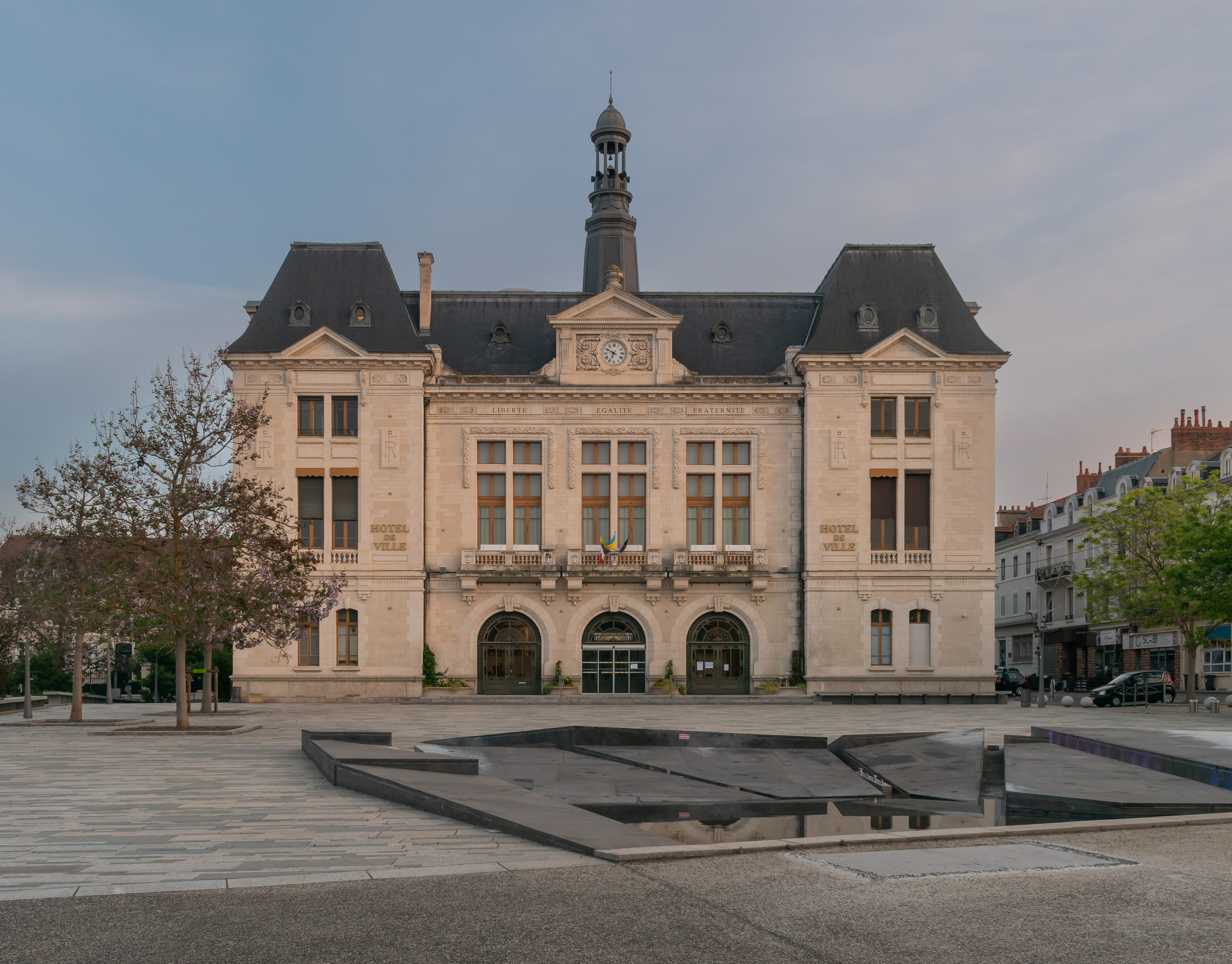
L'hôtel de ville.

## Liste des maires

### Sous l'Ancien Régime
| Période           | Période           | Identité                                | Étiquette | Qualité              |
| ----------------- | ----------------- | --------------------------------------- | --------- | -------------------- |
| 8 janvier 1756    | 12 février 1758   | Abdon-Jean-René Garreau du Planchat     |           |                      |
| 12 février 1758   | 16 août 1765      | Pierre Aujay, sieur de Grobost          |           |                      |
| 16 août 1765      | 11 octobre 1766   | Pierre De Favières                      |           |                      |
| 11 octobre 1766   | 1767              | Joseph Boyrot                           |           | Lieutenant de police |
| 1767              | 1768              | Barthélémi Alarose, sieur de Breux      |           |                      |
| 1768              | 8 septembre 1776  | Charles Bourel, sieur de la Bussière    |           |                      |
| 8 septembre 1776  | 9 décembre 1779   | Claude-Antoine Aujay, sieur de Grosbost |           |                      |
| 9 décembre 1779   | 29 décembre 1782  | Jean-François De Favières               |           |                      |
| 29 décembre 1782  | 1er décembre 1784 | Antoine Deplaigne                       |           |                      |
| 1er décembre 1784 | 21 mai 1788       | Jean-Baptiste Berthet                   |           |                      |
| 21 mai 1788       | 23 janvier 1790   | Gilbert-Bon Martinet de la Croze        |           |                      |

### De la Révolution française à 1815
| Période                                     | Période                       | Identité                               | Étiquette | Qualité |
| ------------------------------------------- | ----------------------------- | -------------------------------------- | --------- | ------- |
| 23 janvier 1790                             | 24 novembre 1790              | Gilbert Chevalier de la Prugne         |           |         |
| 24 novembre 1790                            | 21 octobre 1791 (démission)   | Jean-François de Favières              |           |         |
| 21 octobre 1791                             | 4 décembre 1791               | sieur Chabot                           |           |         |
| 4 décembre 1791                             | 28 septembre 1792 (démission) | Sébastien Cornat                       |           |         |
| 28 septembre 1792                           | 22 décembre 1792              | sieur Lespinard                        |           |         |
| 22 décembre 1792                            |                               | Jean-François de Favières              |           |         |
| 17 germinal an VIII                         |                               | François Fourneau de Crebert           |           |         |
| 19 messidor an VIII                         | 15 fructidor an X             | Jean de Brade                          |           |         |
| 1er nivôse an XI (installé le 1er pluviôse) |                               | Jean-Dominique Pérethon de la Malherée |           |         |

### De 1815 à 1870
| Période                                  | Période           | Identité                  | Étiquette    | Qualité                                       |
| ---------------------------------------- | ----------------- | ------------------------- | ------------ | --------------------------------------------- |
| Les données manquantes sont à compléter. |                   |                           |              |                                               |
| 13 janvier 1835                          | 1er avril 1848    | Jean Jaladon de Labarre   |              | Conseiller d'arrondissement (canton d'Huriel) |
| 1er avril 1848                           | 18 juillet 1850   | Louis Guillaume Le Guay   |              | Maître de verrerie                            |
| 18 juillet 1850                          | 30 juillet 1852   | Sébastien Jules Lespinard |              | Notaire                                       |
| 30 juillet 1852                          | 12 août 1860      | Perrot des Gozis          |              | Procureur du Roi                              |
| 12 août 1860                             | 7 septembre 1868  | Jacques Alexandre Duchet  | Bonapartiste | Directeur de verrerie                         |
| 7 septembre 1868                         | 17 septembre 1870 | Louis Ouvière             |              | Banquier, avoué                               |

### Sous la Troisième République
| Période           | Période           | Identité                       | Étiquette                       | Qualité |
| ----------------- | ----------------- | ------------------------------ | ------------------------------- | --- |
| 17 septembre 1870 | 18 février 1872   | Joseph Chantemille             |                                 | Commerçant |
| 18 février 1872   | 1er mars 1874     | Pierre Renon                   |                                 | Avocat |
| 1er mars 1874     | 3 avril 1876      | Étienne Monanges               |                                 | Avocat |
| 3 avril 1876      | 10 octobre 1877   | Pierre Renon (2e mandat)       |                                 | Avocat |
| 10 octobre 1877   | 8 février 1878    | Étienne Monanges (2e mandat)   |                                 | Avocat |
| 8 février 1878    | 19 décembre 1878  | Pierre Renon (3e mandat)       |                                 | Avocat |
| 19 décembre 1878  | 20 mai 1888       | Joseph Chantemille (2e mandat) | Républicain (opposé à l'Empire) | Commerçant |
| 20 mai 1888       | 15 mai 1892       | Gilbert Alexandre Dumas        | Rép.rad. puis G.rad.            | Notaire |
| 15 mai 1892       | 29 novembre 1898  | Jean Dormoy                    | POF                             | Marchand d'huile |
| 8 janvier 1899    | 13 juillet 1902   | Paul Constans                  | FRS                             | Commerçant en tissus |
| 13 juillet 1902   | 15 mai 1904       | Alexandre Dormoy               | Socialiste                      | Restaurateur |
| 15 mai 1904       | 17 mai 1908       | Lucien Caillet                 | Républicain                     | Avoué |
| 17 mai 1908       | 9 mai 1925        | Paul Constans (2e mandat)      | SFIO                            | Représentant de commerce |
| 9 mai 1925        | 25 septembre 1940 | Marx Dormoy                    | SFIO                            | Représentant de commerce Ministre de l'Intérieur (1936 → 1938) Député de l'Allier (1931 → 1938) Sénateur de l'Allier (1939 → 1941) Conseiller général de Montluçon-Est (1925 → 1941) Président du conseil général de l'Allier (1931 → 1933) |
| 25 septembre 1940 | 21 avril 1941     | Henri Cléret                   |                                 | Médecin, président de la délégation spéciale |
| 21 avril 1941     | 25 août 1944      | Raoul Méchain                  |                                 | Commerçant Nommé maire par le gouvernement de Vichy |

### Depuis la Libération
| Période          | Période                      | Identité                     | Étiquette                          | Qualité |
| ---------------- | ---------------------------- | ---------------------------- | ---------------------------------- | --- |
| 25 août 1944     | 19 mai 1945                  | François Carrias (1888-1957) | SFIO                               | Représentant en liqueurs, ancien adjoint au maire |
| 19 mai 1945      | 15 juin 1946                 | René Ribière (1910-1995)     | SFIO                               | Journaliste, propriétaire du journal Centre Républicain Prisonnier de guerre, évadé, résistant, ancien chef des MUR Président du Comité départemental de libération Démissionnaire |
| 15 juin 1946     | 28 avril 1950                | Lucien Menut (1888-1967)     | SFIO                               | Avocat au barreau de Montluçon, bâtonnier Premier adjoint au maire (1944 → 1946) Mandat écourté après la démission de plus de la moitié des membres du conseil municipal |
| 28 avril 1950    | 11 juin 1950                 | Georges Piquand              | PRRRS                              | Médecin hospitalier, président de la délégation spéciale |
| 11 juin 1950     | 10 octobre 1959              | André Southon                | SFIO                               | Professeur d'histoire-géographie en lycée Prisonnier de guerre, résistant Adjoint au maire (1945 → 1950) Sénateur de l'Allier (1946 → 1959) Conseiller général de Montluçon-Est (1951 → 1959) Décédé en fonction |
| 26 novembre 1959 | 8 mai 1972                   | Jean Nègre                   | SFIO (FGDS) puis Soc.ind. puis PDS | Professeur d'anglais en lycée Sénateur de l'Allier (1971 → 1972) Député de l'Allier (2e circ.) (1962 → 1968) Conseiller général de Montluçon-Est (1959 → 1972) Vice-président du conseil général de l'Allier (1970 → 1972) Secrétaire de la CODER Auvergne Président de l'Union hospitalière du Centre Vice-président de la Fédération hospitalière de France Décédé en fonction |
| 18 juin 1972     | 13 mars 1977                 | Maurice Brun                 | Soc.ind. (URS) puis FSD/PSD        | Avocat Adjoint au maire (1953 → 1959 et 1971 → 1972) Député de l'Allier (2e circ.) (1973 → 1978) Conseiller général de Montluçon-Est (1972 → 1994) Vice-président du conseil général de l'Allier (1982 → 1992) Vice-président du conseil régional d'Auvergne |
| 13 mars 1977     | 18 avril 1998                | Pierre Goldberg              | PCF                                | Technicien PTT Député de l'Allier (2e circ.) (1978 → 1981, 1988 → 1993 et 1997 → 2007) Conseiller régional d'Auvergne (1977 → 1988 et 1998 → 2004) Conseiller général de Montluçon-Ouest (1973 → 1979) Conseiller général de Montluçon-Nord-Est (1982 → 1988) Vice-président du conseil général de l'Allier (1976 → 1979) Démissionnaire                                         |
| 18 avril 1998    | 18 mars 2001                 | Jean-Claude Micouraud        | PCF                                | Technicien en chauffage Adjoint au maire (1989 → 1998) Conseiller général de Montluçon-Ouest (1998 → 2004) |
| 18 mars 2001     | 12 décembre 2017             | Daniel Dugléry               | DVD puis UMP-LR                    | Directeur de société Conseiller régional d'Auvergne (2010 → 2015) Conseiller régional d'Auvergne-Rhône-Alpes (2015 → 2021) Conseiller général de Montluçon-Est (2001 → 2010) Président de la CA montluçonnaise (2001 → 2016) Président de Montluçon Communauté (2017 → 2020) Démissionnaire                                                                                      |
| 14 décembre 2017 | En cours (au 3 juillet 2020) | Frédéric Laporte (1966- )    | LR                                 | Expert-comptable Adjoint au maire (2008 → 2017) Vice-président de Montluçon Communauté (2014 → 2020) Président de Montluçon Communauté (2020 → ) Réélu pour le mandat 2020-2026 |

## Conseil municipal actuel
Les 39 sièges composant le conseil municipal de Montluçon ont été pourvus le 28 juin 2020 à l'issue du second tour. Actuellement, il est réparti comme suit :